# 어두운 숲속에서 시리즈
어두운 숲속에서 시리즈(원제: Tales From Dimwood Forest - 어두운 숲으로부터 온 이야기들)는 어린이와 청소년을 대상으로 한 소설을 쓴 에드워드 어빙 워티스(Edward Irving Wortis)가 쓴 시리즈 소설이다.
이 중에서 《Tales From Dimwood Forest: Poppy》와 《Tales From Dimwood Forest: Ragweed》는 보스톤 글로브-호른 북스 어워드를 수상하였다. 한국에서는 푸른나무사가 출판하였다.

## 구성

### 원제
- 《Tales From Dimwood Forest: Poppy》(어두운 숲으로부터 온 이야기들: 양귀비, 1995년)
- 《Tales From Dimwood Forest: Poppy and Rye》 (어두운 숲으로부터 온 이야기들: 양귀비와 호밀, 1998년)
- 《Tales From Dimwood Forest: Ragweed》 (어두운 숲으로부터 온 이야기들: 돼지풀, 1999년)
- 《Tales From Dimwood Forest: Ereth's Birthday》 (어두운 숲으로부터 온 이야기들: 에레스의 생일, 2000년)
- 《Tales From Dimwood Forest: Poppy's Return》 (어두운 숲으로부터 온 이야기들: 양귀비의 귀환, 2005년)

### 한국어 번역본 제목
이 시리즈의 유일한 번역, 출판사인 푸른나무사에서는 원제인  《Tales From Dimwood Forest: Poppy》, 《Tales From Dimwood Forest: Poppy and Rye》, 《Tales From Dimwood Forest: Ragweed》, 《Tales From Dimwood Forest: Ereth's Birthday》《Tales From Dimwood Forest: Poppy's Return》이라는 제목 대신 《어두운 숲속에서》,  《겁 없는 생쥐》, 《도시의 정글》, 《눈밭에서 찾은 선물》, 《아주 특별한 여행》의 제목으로 번역, 출판 하였고, 특히 《Ragweed》의 경우에는 책의 배경이 되는 도시의 거리나 주인공이 사는 자동차 이름을 한국식으로 고쳐 출판하였다.